# 小行星8891
小行星8891（英語：8891 Irokawa）是一颗围绕太阳公转的小行星。1994年9月1日，圓舘金、渡邊和郎在北见发现了此天体。
这颗小行星的绝对星等为191.45224等。